# 洪漢 (成化山東進士)
洪漢（1441年—1500年），字天章，號雲庵，山東濟南府章丘縣人，民籍，治《易經》。

## 生平
二月二十日生，行二，由國子生中式山東鄉試第二十七名舉人，會試中式第一百二十一名。年三十二歲中式成化八年壬辰科第三甲第一百四十六名進士。授工部主事，歷任四川布政使、陝西布政使。弘治年間，擔任大同巡撫，因抵禦蒙古勢利而被罷免。

## 家族
曾祖洪大；祖洪士中；父洪讓，訓導；母李氏。重慶下，妻司氏，兄江，弟潮。